# Platinum (album de Mike Oldfield)
Pour les articles homonymes, voir Platinum.
Albums de Mike Oldfield
Incantations
(1978) QE2
(1980)
Platinum est le 5e album studio du musicien - compositeur anglais Mike Oldfield. Il est paru le 23 novembre 1979 sur le label Virgin et a été produit par Tom Newman.
Après quatre albums comprenant presque exclusivement de longs morceaux complexes, c'est le premier album de Mike Oldfield à inclure plusieurs chansons et morceaux courts, dont des reprises.
Le modèle établi sur cet album (une face avec une longue composition et une face avec des morceaux courts) sera décliné sur de nombreux albums de Mike Oldfield dans la décennie suivante.

## Contenu de l'album
La première face de l'album vinyle original comprend le morceau « Platinum » qui a donné son nom à l'album. D'une durée de 19 minutes, il est divisé en quatre parties dont la dernière comprend une partie empruntée à une œuvre de Philip Glass.
La seconde face comprend quatre morceaux indépendants, bien que les trois premiers soient enchaînés musicalement. Le premier pressage de l'album comprenait la chanson « Sally », dans laquelle Mike Oldfield chantait en duo avec sa compagne Sally Cooper, au vocodeur. La chanson a été remplacée à la demande de Richard Branson par « Into Wonderland », chantée par Wendy Roberts. Les toutes premières secondes de « Sally », qui s'enchaînaient avec « Woodhenge » ont été maintenues dans la chanson de remplacement et la fin instrumentale de « Sally » est restée sur l'album, devenant l'introduction de « Punkadiddle ». Le titre « Sally » reste indiqué par erreur sur les pochettes de certaines éditions vinyles ainsi que sur la plupart des éditions en CD.
Fait à noter, la présence parmi les musiciens invités de membres du groupe Pierre Moerlen's Gong, tels que Pierre Moerlen lui-même à la batterie et au vibraphone, Hansford Rowe à la basse et Nico Ramsden aux claviers. Mike Oldfield a déjà joué sur le morceau-titre de l'album Downwind du Pierre Moerlen's Gong en 1979. On retrouve aussi Morris Pert de Brand X.

### Face 1
- Platinum (part one) - Airborne - 5:06
- Platinum (part two) - Platinum - 6:03
- Platinum (part three) - Charleston - 3:17
- Platinum (part four) - North Star/Platinum Finale -  4:43

### Face 2
- Woodhenge 4:05
- Into Wonderland (Sally uniquement dans les premiers pressages) 3:46
- Punkadiddle 5:46
- I Got Rhythm (Ira Gerschwin/George Gershwin) 4:46

## Genèse
L'album est composé et réalisé de façon très rapide par Mike Oldfield, qui cherche à gagner de l'argent après les pertes importantes occasionnées par son ambitieuse tournée de 1979. Il marque un virage musical par rapport aux albums précédents :
- L'album ne comprend plus de longs instrumentaux complexes. Si la première face est constituée d'un morceau de 19 minutes, celui-ci se compose de quatre parties courtes ayant peu de lien entre elles. L'autre face comporte quatre morceaux courts, dont deux chansons.

- L'album est interprété avec le concours de nombreux musiciens, y compris pour des instruments dont Mike Oldfield avait l'habitude de jouer lui-même (claviers, basse).

- La tonalité générale de l'album est nettement plus Dance-rock que celle de ses précédents albums. Son contenu peut être facilement joué par un plus petit groupe de musiciens en concert. La batterie est présente sur la plupart des morceaux.

- L'album comprend deux reprises : North Star de Philip Glass (incorporé dans North Star/Platinum Finale) et I Got Rhythm de George et Ira Gershwin.

Punkadiddle est une pièce rock saccadée qui tourne en dérision la musique punk. Punk-a-diddle, littéralement « le punk (est) une arnaque" », est la réponse de Mike Oldfield au mouvement punk, celui-ci ayant ringardisé et dénigré les musiciens progressifs et hippies, dont Mike Oldfield était une des incarnations. Mike Oldfield avait aussi une raison personnelle de haïr le mouvement punk : la société Virgin Records avait pris sous contrat les Sex Pistols après avoir bâti sa fortune sur le succès des premiers albums de Mike Oldfield, en particulier Tubular Bells.
Sur la version remasterisée pour Mercury en 2009, Woodhenge a été remplacé par Guilty, pièce composée et interprétée, à l'origine, lors de la tournée Exposed en 1978, et rééditée sous forme de single en 1979.
En juillet 2012, une version « Deluxe » de l'album est éditée chez Mercury. Elle comprend le contenu de l'album de 1979 remastérisé accompagné de morceaux inédits en album dont un remix du titre North Star. Le second CD comprend un live enregistré au stade de Wembley à Londres le 28 mai 1980.

## Personnel
- Mike Oldfield – guitare acoustique et électrique, marimba, piano, synthétiseurs, vibraphone,  chant
- Francisco Centeno – basse
- Neil Jason – basse
- Hansford Rowe – basse
- Peter Lemer – claviers
- Nico Ramsden – claviers
- Pierre Moerlen – batterie, vibraphone
- Morris Pert – batterie
- Allan Schwartzberg – batterie
- Sally Cooper – cloches tubulaires
- Demelza – congas
- Wendy Roberts – chant sur Into Wonderland et sur I Got Rhythm
- David Bedford – arrangements des chœurs
- Michael Riesman, Peter Gordon – arrangement des cuivres

## Classements et certifications
Classement hebdomadaire 1979/1980
| Pays                       | Durée du classement | Meilleur classement |
| -------------------------- | ------------------- | ------------------- |
| Allemagne album Top 100    | 97 semaines         | 11e                 |
| Autriche Ö3 Austria Top 40 | 6 semaines          | 17e                 |
| France                     | 14 semaines         | 17e                 |
| VG-lista                   | 6 semaines          | 24e                 |
| UK Albums Chart            | 10 semaines         | 24e                 |

Classement hebdomadaire 2012
| !Pays        | Durée du classement | Meilleur classement |
| ------------ | ------------------- | ------------------- |
| (W) Ultratop | 1 semaines          | 144e                |
| Promusicae   | 3 semaines          | 39e                 |

### Certifications
| Pays        | Certification | Ventes    | Date             |
| ----------- | ------------- | --------- | ---------------- |
| Allemagne   | Or            | 250 000 + | 1981             |
| Espagne     | Platine       | 100 000 + | —                |
| Royaume-Uni | Or            | 100 000 + | 26 novembre 1979 |